# KODAIRA祭
KODAIRA祭（こだいらさい、通称KODA祭、旧小平祭）とは、一橋大学における学園祭の一つである。

## 概要
毎年6月に一橋大学国立東キャンパスで２日間開催されている。運営主体はKODAIRA祭実行委員会。もとは小平キャンパスにて「小平祭」として開催されていたが、一橋大学小平分校（教養課程）の廃止にともなって国立キャンパスでの開催となり、名称も「KODAIRA祭」へと変わった。
企画は主に、ステージ企画、ちびっこ企画、受験生応援企画、新企画（毎年変化する）から成り、新入生や地域の子供たち、受験生など様々なターゲティングをしている。これらを準備しているのがKODAIRA祭実行委員たちであり、2年生数十人と、100名以上の新入生委員から構成される。
当日は各クラスが模擬店を出し、大きな賑わいを見せる。

## 歴史
新入生たちを中心とする学園祭は戦前の一橋大学創立期から既に存在しており、「専門部文化祭」「予科記念祭」「前期祭」という名前で東京商科大学予科生を中心に行われていた。
1933年から一橋大学小平分校で予科記念祭（専門部文化祭）が始まり、1956年からは前期祭という名で親しまれるようになった。当初は小平分校（現小平国際キャンパス）にある小平寮の寮祭と前期祭とが別々に行われていたが、1961年に統合され、第一回小平祭が開催された。しかし前期課程と後期課程の学生の授業がすべて国立キャンパスで行われることになったため、1996年の第36回小平祭を最後に小平キャンパスでの開催に幕を閉じた。翌1997年から国立キャンパスに移り、名前も「KODAIRA祭」となって現在に至る。
数回にわたって名前が変わったが、6月に開催され、新入生たちが主体となって行われるのは、1933年当時から変わらない。
2008年の第12回は、4月に国際学生宿舎一橋寮で新歓イベントに参加していた新入生男子（未成年）が飲酒により死亡した事故を受けて延期され、7月に開催された。
2020年は新型コロナウイルス感染症の感染拡大で第24回KODAIRA祭が開催中止となり、戦時下以来の中止となった。翌2021年に第24回をオンライン開催、2022年に第25回をハイブリッド開催している。2023年の第26回以降は通常どおり実地開催。

## エピソード
- 1947年6月1日、戦後に復活した専門部文化祭に、当時の皇太子であった明仁親王（後の上皇）が疎開先であった小金井から来場している。[4]
- 1968年6月16日、第8回小平祭において、一橋大学日本文化研究会主催で三島由紀夫による一橋大学生に対するティーチインが行われた。テーマは「国家革新の原理」[5]
- 1988年、第28回小平祭において、南野陽子によるコンサートが行われた。[6]
- 2020年の第24回KODAIRA祭では神木隆之介の講演会が予定されていたが、新型コロナウイルス感染症の感染拡大によりKODAIRA祭そのものが中止となった。[7]

## 過去のゲスト
- 三島由紀夫
- 都留重人
- 南野陽子
- 渡部陽一
- 本郷奏多
- ラバーガール
- バナナマン
- ダイタク
- 大自然

## 関連リンク
- KODAIRA祭ホームページ：一橋大学第25回KODAIRA祭 (kodairafes.com)